# スタック・イン・ア・モーメント
「スタック・イン・ア・モーメント」（Stuck in a Moment You Can't Get Out Of）は、U2が2000年に発表したアルバム『オール・ザット・ユー・キャント・リーヴ・ビハインド』に収録されている曲で、シングルリリースされた。

## 概要
エッジがピアノでゴスペル風のコードを弾いているときに出来た曲。マービン・ゲイの「Sexual Healing」との類似が指摘されている。当初ミック・ジャガーとその娘のコーラスが入っていたが、最終段階で外された（アルバムのライナーノーツには二人に対する感謝が記されている）。2009年ロックの殿堂25周年コンサートで、そのミックとのデュエットが実現した。

歌詞は自殺したINXSのマイケル・ハッチェンスについてのものである。
僕たちは（自殺というのは）どのくらい悲惨なものかということについて意見が一致した。お互いに自殺はしないと約束したんだ。どんなにバカげた状況に陥っても、一線は越えないって。あの曲は論争なんだ。友達同士の喧嘩で、相手の顔を叩こうとしたり、ある考えから脱却させて目を覚まさせたり、そういうことをしている。僕の場合、彼が生きているうちにそういう喧嘩ができなかった（ボノ）
9.11テロの際はアメリカのラジオ局でヘビロテされた。
アコギヴァンージョンが「Walk On」の青盤のB面に収録されている。2003年にiTunesがスタートしたとき、最初の週にもっともダウンロードされた曲はこのアコギヴァージョンである。

## 収録曲

### Version 1 CD（日本盤）
1. Stuck in a Moment
2. Beautiful Day (Live from Farmclub.com)
3. New York (Live from Farmclub. com)
4. Big Girl are the Best
5. Beautiful Day (Quincey and Sonance Mix)

### Version 2 CD（オーストラリア盤）
1. Stuck in a Moment
2. Beautiful Day (Live from Farmclub.com)
3. New York (Live from Farmclub. com)
4. Beautiful Day (David Holmes Remix)

### Version 3 CD（オーストラリア盤）
1. Stuck in a Moment
2. Big Girl are the Best
3. Beautiful Day (Quincey and Sonance Mix)
4. Beautiful Day (The Perfecto Mix)

### Version 4 CD（フランス盤）
1. Stuck in a Moment
2. Big Girl are the Best
3. All I Want is You (Live from Man Ray)
4. Even Better Than the Real Thing  (Live from Man Ray)

### Version 5 CD（カナダ盤）
1. Stuck in a Moment (Radio edit)
2. Stuck in a Moment (Acoustic)
3. Stay (Live from Tronto)
4. Elevation (Vandit Club Mix)

### Version 6 カセットテープ（UK・ヨーロッパ盤）
1. Stuck in a Moment
2. Big Girl are the Best

## PV

### Office Version
- 監督：ケヴィン・ゴドレイ
- プロデューサー：リチャード・ホリング
- プロダクション: Artists Company Ltd
- 編集：ジェリー・カーター
- D.O.P.: フェンドン・パパマイケル
- ロケ地：ロサンゼルス
- 撮影日：2000年11月27日
- リリース日：2000年12月14日

### North American Version
- 監督：ジョセフ・カーン
- プロデューサー：グレッグ・タープ
- プロダクション：Supermega/Palomar
- 編集：ジョセフ・カーン
- 撮影監督：オマー・ガナイ
- 3D Artist：ブルース・ブラニット（Strange Engine）
- ヘンリー・アーチスト：マーク・ロビン
- クラウドFX：Amalgamated Pixels
- アセンブリー：ウェイン・シェパード、マーク・ロビン
- ロケ地：Max-Schmeling-Halle（ベルリン）、アストロドーム（ヒューストン）
- 撮影日：2001年7月30日
- リリース日：2001年8月31日

スタンドのバンドとエキストラのシーンの撮影はは、Elevationツアー・ベルリン公演の翌日にMax-Schmeling-Halleというスタジアムで行われた。アメフトのゲームのシーンとアナウンサー役の著名なアメフトの監督・ジョン・メイデインのシーンの撮影はヒューストンのアストロドームで行われた。U2は北米での撮影には参加していない。ベルリンでの撮影は百人のエキストラとコメディアンのミヒャエル・ミッターマイアーが起用された。ヒューストンでの撮影では150人のエキストラと700人のボード係が起用され、ベルリンの撮影の数日後に行われた。
このPVには様々なジョークがちりばめらている。
- アメフトチームの名前は、一つはLemons、もう一つはThe Flys。
- ゲームの会場はThe Unforgettable Fire Dome
- アナウンサー役のジョン・メイデインは「今日はSunday Bloody Sunday」と言っている。
- Lemonsの監督の名前はエッジの本名・デイブ・エヴァンスで、彼は「エッジの効いたプレー」をすることで知られている。
- The Flysの監督の名前はポール・マクギネス。
- 新人選手の名前はポール“Angel of Harlem”ヒューソン
- アダム・クレイトンはIrish Timesのスポーツ欄を読んでいる。
- 最後にヒューソンは郵便配達夫の制服を着ているが、ボノの父親が郵便配達夫だった。

### Eze Version
- 監督：ジョー・エドワーズ＆ジェームズ・マザー
- プロデューサー：ネッド・オハンロン
- 編集：ブライン・マッキー
- ロケ地：Hanover Quay Studios（ダブリン）、エズ（フランス）
- 撮影日：2000年8月
- リリース日：2000年11月26日

『Elevation 2001 – U2 Live from Boston』収録。

## Big Girls Are Best
シングルのB面に収録されている。
Popレコーディング時には「Scot Walker」と呼ばれていた曲で、この曲が「Big Girls are Best」と「City of Blinding Lights」に分かれた。Popmartツアーの後にレコーディングされ曲。プロデューサーはフラッドとハウイー・B。リオデジャネイロ滞在中に宿泊したベルモンド・コパカバーナ・パレスに言及している（Avenue Atantico, 1702という歌詞）。

## サンプリング
- ジョン・メイヤー (2006) - 「Waiting On the World to Change」

## 評価

### イヤーオブ
- 2000年ヴィレッジ・ボイスPazz＆Jopシングルリスト第131位[6]
- 2001年ローリングストーン年間ベストシングル第3位[7]
- 2001年ヴィレッジ・ボイスPazz＆Jopシングルリスト第46位[8]
- 2002年グラミー賞最優秀ポップ・パフォーマンス賞デュオ/グループ

### オールタイム
- 2004年Qマガジン150の偉大なロックリスト：他のポップスターに捧げた曲第14位[9]